# Dobrosillea, Oleșkî
Dobrosillea (în ucraineană Добросілля) este un sat în comuna Velîki Kopani din raionul Oleșkî, regiunea Herson, Ucraina.

## Demografie
Componența lingvistică a localității Dobrosillea
     Ucraineană (85,11%)
     Rusă (6,12%)
     Română (1,86%)
Conform recensământului din 2001, majoritatea populației localității Dobrosillea era vorbitoare de ucraineană (85,11%), existând în minoritate și vorbitori de armeană (6,91%), rusă (6,12%) și română (1,86%).